# Transgaz
Национальное общество транспортировки природного газа Transgaz S.A. Mediaș (рум. Societatea Națională de Transport de Gaze Naturale Transgaz S.A. Mediaș) — румынская государственная компания по производству, переработке и транспортировке природного газа. Свидетельство о регистрации под номером 334 было выдано правительством Румынии 28 апреля 2000 года. Компания является дочерним предприятием Romgaz. Объём транспортируемого компанией природного газа составляет 30 млрд м³, общая протяжённость трубопроводов — 13 тысяч км. Transgaz является партнёром проекта газопровода «Набукко».

## Деятельность
Основным видом деятельности компании являются транспортировка газа, исследования и разработки в области добычи природного газа: в частности, речь идёт о мониторинге, техническом обслуживании и эксплуатации специальных транзитных трубопроводов и связанных с ними технологических установок. Эти трубы предназначены для транспортировки природного газа из России и Румынии транзитом через Добруджу на Балканский полуостров. Пропускная способность составляет около 30 млрд м³ газа в год и обеспечивается за счёт трубопроводов общей протяжённостью около 13 тысяч км диаметром от 50 до 1200 мм при давлении от 6 до 35 бар за исключением международного транзита (54 бар).
Акционерами Transgaz являются Министерство экономики Румынии (58,51%), юридические лица (30,73% — например, Fondul Proprietatea) и частные лица (10,76%). Компания является единственным национальным перевозчиком газа среди компаний, занимающихся добычей газа (Romgaz, Petrom и т.д.) и уполномоченных дистрибьюторов (в том числе E.ON Gaz România и GDF SUEZ Energy Romania).

## Транспортировка газа
- Венгрия: по газопроводу Арад — Сегед[англ.]
- Украина: по газопроводу Черновцы — Сирет
- Болгария: по газопроводу из Негру-Водэ и газопроводу Джурджу — Русе[англ.]
- Молдова: по газопроводу Яссы — Унгень (с 27 августа 2014 года)[2]

## Бухарестская биржа
26 ноября 2007 года Transgaz осуществил первичное публичное предложение, стремясь заработать 84 млн долларов США для продвижения на местном рынке, а к концу первого предложения компания заработала 2,52 млрд долларов США и превзойдя по заработкам компанию Transelectrica, заработавшую 308 млн долларов в 2006 году. 15 апреля 2013 года осуществлено второе публичное предложение по продаже 15% акций компании: это принесло 95 млн долларов США.